# Francesca Curmi
Francesca Curmi (* 7. Juli 2002 in Malta) ist eine maltesische Tennisspielerin.

## Karriere
Francesca Curmi begann mit sieben Jahren mit dem Tennisspielen, ihr bevorzugtes Terrain ist laut ITF-Profil der Hartplatz. Sie tritt vor allem auf Turnieren der ITF Women’s World Tennis Tour an, wobei sie bisher drei Einzel- und zwei Doppeltitel gewinnen konnte.
Curmi nahm an den Olympischen Jugend-Sommerspielen 2018 im Einzel, Doppel und gemischten Doppel teil. Curmi vertrat Malta bei den Mittelmeerspielen 2022 in Oran in Algerien. Curmi und Elaine Genovese gewannen dort die Silbermedaille im Doppel der Damen.
Im Jahr 2017 spielte Francesca Curmi erstmals für die maltesische Billie-Jean-King-Cup-Mannschaft; ihre Billie-Jean-King-Cup-Bilanz weist bislang 19 Siege bei acht Niederlagen aus.

## Turniersiege

### Einzel
| Nr. | Datum         | Turnier      | Kategorie | Belag     | Finalgegnerin         | Ergebnis      |
| --- | ------------- | ------------ | --------- | --------- | --------------------- | ------------- |
| 1.  | 12. Juni 2022 | Monastir     | ITF W15   | Hartplatz | Sayaka Ishii          | 6:2, 4:6, 7:5 |
| 2.  | 19. Juni 2022 | Monastir     | ITF W15   | Hartplatz | Yao Xinxin            | 6:2, 6:4      |
| 3.  | 7. Mai 2023   | Tossa de Mar | ITF W25+H | Teppich   | Georgina García Pérez | 6:2, 7:62     |

### Doppel
| Nr. | Datum           | Turnier          | Kategorie | Belag     | Partnerin           | Finalgegnerinnen          | Ergebnis |
| --- | --------------- | ---------------- | --------- | --------- | ------------------- | ------------------------- | -------- |
| 1.  | 26. August 2022 | Vigo             | ITF W25   | Hartplatz | Elaine Genovese     | Olga Helmi Kathleen Kanev | 6:0, 6:3 |
| 2.  | 23. März 2024   | Alaminos Larnaca | ITF W35   | Sand      | Despina Papamichail | Leonie Küng Eliz Maloney  | 6:3, 6:2 |